# Пістолет Roth-Sauer M1900
Пістолет "Roth–Sauer М1900" - Австро-угорський пістолет часів першої світової що, був названий на честь його розробника Георга Рота.

## Використання
Пістолет був розповсюдженний на озброєнні поліції німечинни та  Landes polizei з німецьких колоній в Африці.
Також пістолет використовували в боях першої світової (в незначній кількості).

## Див. Також
- Перша Світова
- Австро-Угорщина